# Capraia e Limite
Capraia e Limite é uma comuna italiana da região da Toscana, província de Florença, com cerca de 5.918 habitantes. Estende-se por uma área de 25 km², tendo uma densidade populacional de 237 hab/km². Faz fronteira com Carmignano (PO), Empoli, Montelupo Fiorentino, Vinci.

## Demografia
| Variação demográfica do município entre 1861 e 2011                               |
|                                                                                   |
| Fonte: Istituto Nazionale di Statistica (ISTAT) - Elaboração gráfica da Wikipedia |